# Federica Jasmeen Giura
Federica Jasmeen Giura (Roma, 28 maggio 1992) è una calciatrice italiana, di ruolo centrocampista.

## Caratteristiche tecniche
Può giocare da centrocampista e attaccante laterale di sinistra, di piede ambidestro.

## Carriera

### Calciatrice
Cresciuta nelle giovanili miste della Roma dall'età di sette anni, nel 2001 passa nelle giovanili della Lazio, dove rimane fino al 2005, anno in cui a seguito del dissesto finanziario della società si trasferisce alla Eurnova.
All'Eurnova gioca prima il campionato Primavera e poi in prima squadra con la quale conquista la promozione in Serie B nella stagione 2007-2008 e successivamente quella in Serie A2 nella stagione 2010-2011.
Nel 2011 si trasferisce alla Roma in Serie A. Nella stagione 2012-2013 passa alla Lazio, sempre in Serie A.
La stagione successiva ritorna alla Roma, giocando in Serie B, squadra nella quale milita fino alla stagione 2015-2016.

### Atletica leggera
Dal settembre 2007 a luglio 2008, una contemporanea parentesi in atletica leggera, per la società Fondiaria-Sai (campione d'Italia), partecipa ai 3.000 cross, categoria Allievi, in gare nazionali ufficiali per la preparazione ai campionati italiani, piazzandosi subito nella sua prima gara al nono posto, Tor di Quinto "Cross del Tevere", con il tempo di 13'11'’, e poi al sesto posto nella seconda prova di cross a Latina, con il tempo di 12'29'’. Nei campionati italiani 2008 di cross a Monza, partecipa ai 4.000 metri, categoria Allievi, piazzandosi al 60º posto, con il tempo di 19'22'’, prima della propria squadra, su un lotto di oltre 170 arrivate. Il club si piazza al 16º posto su oltre 40 classificati. Nel luglio del 2008 passa agli 800 metri piani, con il tempo personale di 2'35'’92.